# Роганська (станція метро)
«Роганська» — проєктована станція Харківського метрополітену. Буде розташована на Холодногірсько-заводській лінії метро між станціями «Східна» і «Південна» на території мікрорайону Обрій.

## Будівництво
Ідея будівництва гілки від «Індустріальної» на схід виникла наприкінці 1980-х — початку 1990-х років, одночасно з будівництвом нових житлових масивів у східній частині міста. Насамперед у цьому були зацікавлені підприємства, розташовані в тій частині міста, працівники яких отримували житло в нових житлових масивах «Рогань» і «Обрій». 1994 року Орджонікідзевський райвиконком, об'єднавши кошти низки промислових підприємств району, замовив інституту «Харківметропроєкт» техніко-економічне обґрунтування (ТЕО) продовження лінії, причому метро на Рогань обіцяли провести вже до 2005 року, що виявилося нереальним.
Дата початку будівництва невідома, проєкт станції також не створено. Станція присутня в Генеральному плані розвитку міста Харкова до 2026 року, а також позначена як перспективна на схемах ліній Харківського метрополітену. Можна відзначити, що на цей час особливої потреби в цій станції метро немає, і будівництво матиме сенс тільки у зв'язку з подальшою багатоповерховою забудовою цього мікрорайону.